# Stinas äpple
Stina är en äppelsort vars ursprung är Närke, Sverige. Äpplet är stort med ett tjockt, mestadels grönt skal. Köttet är löst och saftigt. Stinas äpple mognar i september och håller sig därefter endast under en kort period. Äpplet passar både som ätäpple såsom köksäpple. I Sverige odlas Stinas äpple gynnsammast i zon 1-4.